# 森茂穂
森 茂穗（もり しげほ、1978年（昭和53年）7月7日 - ）は、元『Popteen』の編集長 。現在、復刊した『Zipper』の編集長を務めている。

## 経歴
1978年福岡県生まれ、2001年早稲田大学第一文学部卒業。
「東京ウォーカー」や「月刊ザテレビジョン」など情報誌の編集者としてキャリアをスタート。
2010年にインフォレスト社の女性誌『Happie nuts』編集長に就任。“EVERYDAY 黒肌宣言!可愛いだけのHappieはもう卒業。”をコンセプトにギャルブームを創り続け、休刊の危機にあった同誌をV字回復させた手腕を評価される。
2014年から角川春樹事務所発刊のティーンエイジャー向け雑誌『Popteen』の編集長を務める。
モデルのプロデュースに定評があり、藤田ニコル、池田美優、越智ゆらのなどティーンに人気のアイコンを次々と生み、10代のKawaiiカルチャーの新たな発信源に「Popteen」を成長させ、編集長就任1年で約4万5,000部の実売アップに成功している。
2017年8月に藤田ニコルと共に「Popteen」を卒業。IT企業勤務を経て2022年3月に復刊した『Zipper』の編集長を務める。